# Anchisquilla fasciata
Anchisquilla fasciata is een bidsprinkhaankreeftensoort uit de familie van de Squillidae. De wetenschappelijke naam van de soort is voor het eerst geldig gepubliceerd in 1844 door de Haan.